# Trefnant
Trefnant est un village et une communauté du Denbighshire, au pays de Galles.
Il est situé dans le nord du comté, à mi-chemin entre les villes de Denbigh et St Asaph.

## Démographie
Au recensement de 2011, la communauté de Trefnant comptait 1 581 habitants.